# Шура-Бура Іван Леонтійович
Іван Леонтійович Шура-Бура (* 1891, м.Борзна, тепер Чернігівська область — † 23 листопада 1921, містечко Базар, Базарська волость, Овруцький повіт, Волинська губернія) — підполковник Армії УНР.

## Життєпис

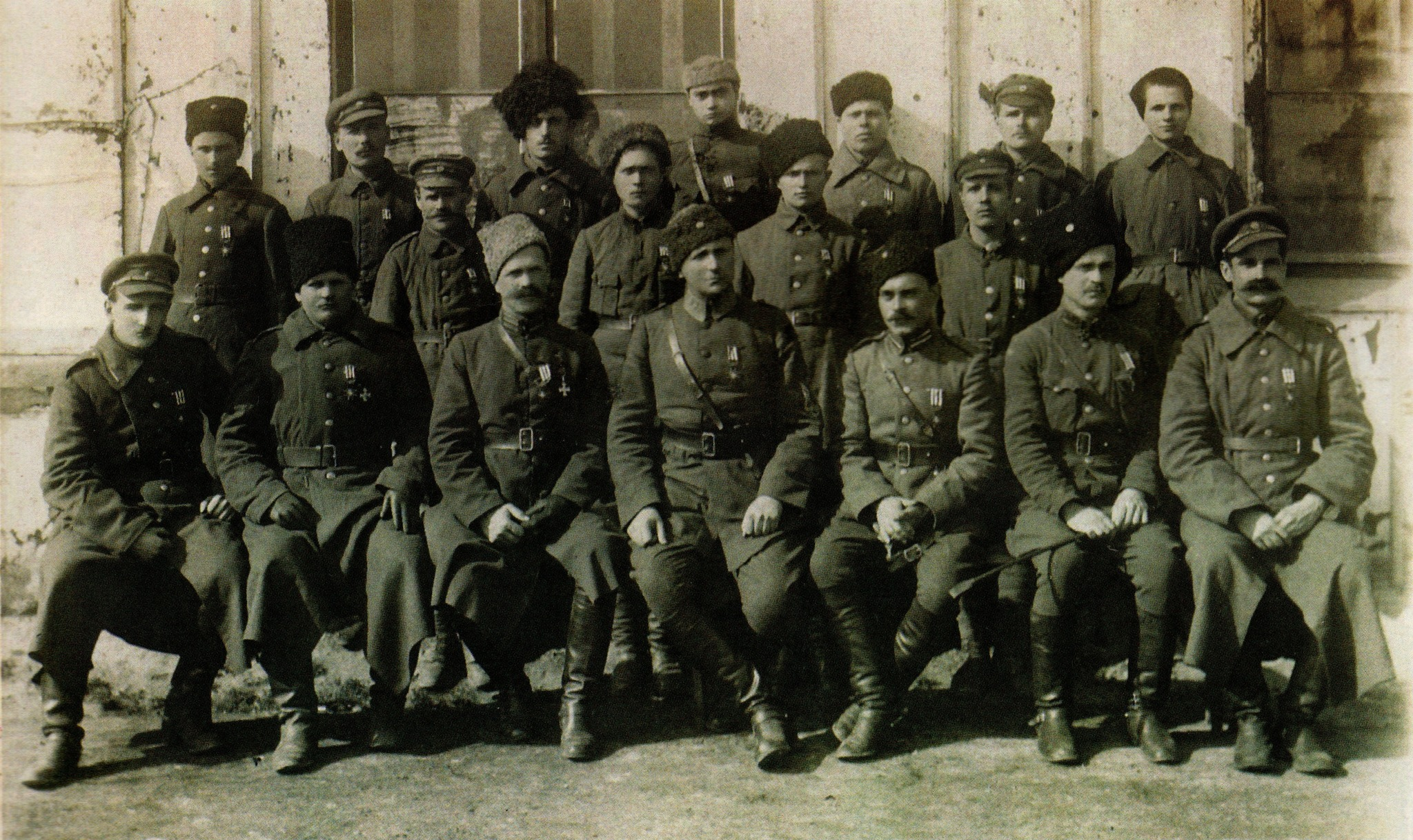
Лицарі «Залізного Хреста за Зимовий похід і бої» зі складу 3-ї Залізної дивізії з керівниками 2-ї Волинської дивізії.
1-й ряд зліва направо: Володимир Лаврик, підхор. Іван Назаренко, полк. Григорій Чижевський, ген. Олександр Загродський, підп. Олександр Недзвецький, підп. Микола Чижевський, підп. Іван Шура-Бура.
2-й ряд зліва направо: чот. Дмитро Рябінін, чот. Павло Кузенський, чот. Савко Стасюк, гуртковий Михайло Дяченко.
3-й ряд зліва направо: рой. Прокіп Баснюк, чот. Тимко Михальчук, чот. Петро Демченко, рой. Вадим Околовський, чот. Семен Антонів, рой. Сергій Полонський, козак Максим Викторів.

Народився у м. Борзна Чернігівської губернії. Закінчив чотирикласне міське училище в м. Борзна та навчальну команду «вольноопределяющихся». Останнє звання у російській армії — підпоручик артилерії. У 1917 р. перебував у німецькому полоні.
У січні 1918 р. одним із перших вступив до 1-ї Української (Синьожупанної) дивізії. Згодом — командир кулеметної сотні 7-го Українського полку 2-ї Української (Синьожупанної) дивізії військ Центральної Ради.
Після ліквідації дивізії у травні 1918 р. повернувся у Борзну. Брав активну участь у протигетьманському повстанні. У грудні 1918 р. виїхав до Києва, де вступив до 1-го Синьожупанного полку військ Директорії. Був командиром кулеметної сотні 1-го (згодом — 7-го) Синього полку 3-ї Залізної дивізії Дієвої армії УНР. З липня 1919 р. — командир Синьої батареї у складі 3-ї Залізної дивізії Дієвої армії УНР. Учасник Першого Зимового походу: командир 5-ї кулеметної сотні 3-го кінного полку Дієвої армії УНР. У 1920 р. служив у 3-й гарматній бригаді 3-ї Залізної дивізії Армії УНР.
Учасник Другого Зимового походу в тому числі бою під Малими Міньками.
В полон потрапив 16 листопада 1921. Розстріляний червоними під Базаром 23 листопада 1921 року.
Реабілітований 25 березня 1998 р.

## Вшанування пам'яті
- Його ім'я вибите серед інших на Меморіалі Героїв Базару.